# Eervolle Vermelding (Nederland)
In artikel 13 van de Wet op de Militaire Willems-Orde was een Eervolle Vermelding bij dagorder voorzien. Deze onderscheiding werd verleend aan militairen die nog niet voor de hoogste accolade in aanmerking komen.
Omdat een vermelding in een dagorder van belang was voor een latere beoordeling van een voordracht of reclame voor het toekennen van een Militaire Willems-Orde, werden de dagorders, in 19e-eeuws Nederlands "Honorable menties in dagorders" of "Honorabele vermelding" door het Kapittel van de Militaire Willems-Orde geregistreerd.
Aan de eervolle vermelding was geen draagteken verbonden en in dit gemis werd door de militairen zelf voorzien in een "krans voor eervol vermelden" die zij op eigen initiatief als verhoging boven hun onderscheidingen plaatsten.
Deze kransen zijn bekend van het Metalen Kruis 1830, de Medaille voor de verdedigers van de citadel van Antwerpen en de Medaille voor de Oorlog op Java (1825-1830).
In 1877 werd in een Koninklijk Besluit vastgelegd dat de militairen die in een dagorder waren vermeld een zilveren koningskroon op het lint van het Ereteken voor Belangrijke Krijgsbedrijven mochten vasthechten. Bij herhaling werd daaronder een Arabisch cijfer geplaatst.
Koning Willem III der Nederlanden stelde bij deze gelegenheid ook vast dat de tijdens die campagnes in dagorders vermelde veteranen van de Tiendaagse Veldtocht en de Oorlog op Java allen alsnog een kroon op het Ereteken Belangrijke Krijgsbedrijven mochten dragen. De militair die viermaal werd vermeld, kon daarvan geen gebruik maken omdat hij al was overleden.
Honderden militairen, vooral in Nederlands-Indië, zijn in dagorders vermeld. Vier van hen werden driemaal en een zelfs viermaal genoemd.
Kort voor het begin van de Tweede Wereldoorlog werd de Wet op de Militaire Willems-Orde herzien waarbij de Eervolle Vermelding, kennelijk onbedoeld, geen plaats meer in het nieuwe wet kreeg. Hoewel de Eervolle Vermelding nu geen wettelijke status meer had werd boven het Bronzen Kruis en  het Vliegerkruis een  zogeheten "Kroon voor Eervol Vermelden", nu in goud, op de linten van deze onderscheidingen gedragen.
Bij gebrek aan Nederlandse miniatuurkronen werden ook Britse koningskronen gebruikt. Nood breekt immers wet.
Hoewel ook deze gouden kroon geen wettelijke grondslag kende wordt zij in het Koninklijk Besluit van 30 maart 1944 genoemd. In dit K.B. werd de Bronzen Leeuw ingesteld. 
De instelling van deze onderscheiding voor dapperheid maakte een eind aan de Kroon voor Eervol Vermelden. De 87 kronen op het Bronzen Kruis en de 17 kronen op het Vliegerkruis werden vervangen door Bronzen Leeuwen.
Niet alle gedecoreerden hebben daarvan gebruikgemaakt of kunnen maken. 
De Nederlandse traditie dat men voor een en dezelfde dappere daad slechts een onderscheiding kan dragen betekent dat men de onderscheidingen of batons van Bronzen Leeuw en de Kroon voor Eervol Vermelden niet naast elkaar kan dragen. De trotse bezitters van beide decoraties hebben daar niet altijd naar gehandeld.
Tussen 1821 en 1940 zijn 4.598 Eervolle Vermeldingen verleend waarvan ongeveer de helft door het Kapittel van de Militaire Willems-Orde in een zeer onvolledig register is bijgehouden.